# Лінія 2 (Барселонський метрополітен)
Лінія 2 (кат. Línia 2 або línia lila) — друга лінія Барселонського метрополітену. Нині функціонують 18 станцій.

## Станції
- Парал-лел
- Сант-Антоні
- Універсітат
- Пасейж-де-Грасіа
- Тетуан
- Монументал
- Саграда-Фамілья
- Енкантс
- Клот
- Бак-де-Рода
- Сант-Марті
- Ла-Пау
- Вернеда
- Артігуес-Сант-Адріа
- Сант-Рок
- Горг
- Пеп-Вентура
- Бадалона-Помпеу-Фабра